# Tour de France de 2017
O Tour de France de 2017 foi a centésima quarta edição do Tour de France, que é considerada como uma das Grandes Voltas do ciclismo de estrada. A competição começou com um contrarrelógio individual de treze quilômetros de percurso na cidade alemã de Düsseldorf, em 1 de julho, e foi concluída com a etapa final de Champs-Élysées na capital francesa, Paris, em 23 de julho de 2017.

## Equipes participantes
| Equipes WorldTeam (18)- AG2R La Mondiale - Astana - Bahrain-Merida - BMC Racing Team - Bora-Hansgrohe - Cannondale-Drapac - Dimension Data - FDJ - Katusha-Alpecin - Lotto NL-Jumbo - Lotto-Soudal - Movistar Team - Orica-Scott - Quick-Step Floors - Sky - Team Sunweb - Trek-Segafredo - UAE Team Emirates Equipes profissionais Continentais (4)- Cofidis, Solutions Crédits - Direct Énergie - Fortuneo-Oscaro - Wanty-Groupe Gobert |
| |

## Etapas
| Etapa | Data    | Percurso                                   | type                      | Distância (km) | Vencedor             | Líder geral    |
| ----- | ------- | ------------------------------------------ | ------------------------- | -------------- | -------------------- | -------------- |
| 1     | 1 jul.  | Düsseldorf – Düsseldorf                    | contrarrelógio individual | 14             | Geraint Thomas       | Geraint Thomas |
| 2     | 2 jul.  | Düsseldorf – Liège                         | etapa plana               | 203,5          | Marcel Kittel        | Geraint Thomas |
| 3     | 3 jul.  | Verviers – Longwy                          | etapa escarpada           | 212,5          | Peter Sagan          | Geraint Thomas |
| 4     | 4 jul.  | Mondorf-les-Bains – Vittel                 | etapa plana               | 207,5          | Arnaud Démare        | Geraint Thomas |
| 5     | 5 jul.  | Vittel – La Planche des Belles Filles      | média montanha            | 160,5          | Fabio Aru            | Chris Froome   |
| 6     | 6 jul.  | Vesoul – Troyes                            | etapa plana               | 216            | Marcel Kittel        | Chris Froome   |
| 7     | 7 jul.  | Troyes – Nuits-Saint-Georges               | etapa plana               | 213,5          | Marcel Kittel        | Chris Froome   |
| 8     | 8 jul.  | Dole – Station des Rousses                 | média montanha            | 187,5          | Lilian Calmejane     | Chris Froome   |
| 9     | 9 jul.  | Nantua – Chambéry                          | alta montanha             | 181,5          | Rigoberto Urán       | Chris Froome   |
| 10    | 11 jul. | Périgueux – Bergerac                       | etapa plana               | 178            | Marcel Kittel        | Chris Froome   |
| 11    | 12 jul. | Eymet – Pau                                | etapa plana               | 203,5          | Marcel Kittel        | Chris Froome   |
| 12    | 13 jul. | Pau – Peyragudes                           | alta montanha             | 214,5          | Romain Bardet        | Fabio Aru      |
| 13    | 14 jul. | Saint-Girons – Foix                        | alta montanha             | 101            | Warren Barguil       | Fabio Aru      |
| 14    | 15 jul. | Blagnac – Rodez                            | etapa escarpada           | 181,5          | Michael Matthews     | Chris Froome   |
| 15    | 16 jul. | Laissac-Sévérac-l'Église – Le Puy-en-Velay | média montanha            | 189,5          | Bauke Mollema        | Chris Froome   |
| 16    | 18 jul. | Le Puy-en-Velay – Romans-sur-Isère         | etapa escarpada           | 165            | Michael Matthews     | Chris Froome   |
| 17    | 19 jul. | La Mure – Serre Chevalier                  | alta montanha             | 183            | Primož Roglič        | Chris Froome   |
| 18    | 20 jul. | Briançon – Col d'Izoard                    | alta montanha             | 179,5          | Warren Barguil       | Chris Froome   |
| 19    | 21 jul. | Embrun – Salon-de-Provence                 | etapa escarpada           | 222,5          | Edvald Boasson Hagen | Chris Froome   |
| 20    | 22 jul. | Marselha – Marselha                        | contrarrelógio individual | 22,5           | Maciej Bodnar        | Chris Froome   |
| 21    | 23 jul. | Montgeron – Champs-Élysées                 | etapa plana               | 103            | Dylan Groenewegen    | Chris Froome   |

## Classificações finais

### Classificação geral
| \| Classificação geral \| Classificação geral \| Classificação geral \| Classificação geral \| Classificação geral \| \| Ciclista \| Ciclista \| Equipe \| Tempo \| \| \| ------------------- \| ----------------------- \| ------------------- \| ------------------- \| ------------------- \| \| 1. \| Chris Froome \| Team Sky \| 86h20m55s \| \| \| 2. \| Rigoberto Urán \| Cannondale-Drapac \| + 54s \| \| \| 3. \| Romain Bardet \| AG2R La Mondiale \| + 2m20s \| \| \| 4. \| Mikel Landa \| Team Sky \| + 2m21s \| \| \| 5. \| Fabio Aru \| Astana \| + 3m05s \| \| \| 6. \| Daniel Martin \| Quick-Step Floors \| + 4m42s \| \| \| 7. \| Simon Yates \| Orica-Scott \| + 6m14s \| \| \| 8. \| Louis Meintjes \| UAE Team Emirates \| + 8m20s \| \| \| 9. \| Alberto Contador \| Trek-Segafredo \| + 8m49s \| \| \| 10. \| Warren Barguil \| Team Sunweb \| + 9m25s \| \| \| 11. \| Damiano Caruso \| BMC Racing Team \| + 14m48s \| \| \| 12. \| Nairo Quintana \| Movistar Team \| + 15m28s \| \| \| 13. \| Alexis Vuillermoz \| AG2R La Mondiale \| + 24m38s \| \| \| 14. \| Mikel Nieve \| Team Sky \| + 25m28s \| \| \| 15. \| Emanuel Buchmann \| Bora-Hansgrohe \| + 33m21s \| \| \| 16. \| Brice Feillu \| Fortuneo-Oscaro \| + 36m46s \| \| \| 17. \| Bauke Mollema \| Trek-Segafredo \| + 37m43s \| \| \| 18. \| Carlos Alberto Betancur \| Movistar Team \| + 37m47s \| \| \| 19. \| Serge Pauwels \| Dimension Data \| + 39m36s \| \| \| 20. \| Tiesj Benoot \| Lotto-Soudal \| + 42m04s \| \| \| 21. \| Tony Gallopin \| Lotto-Soudal \| + 42m39s \| \| \| 22. \| Jan Bakelants \| AG2R La Mondiale \| + 50m04s \| \| \| 23. \| Guillaume Martin \| Wanty-Groupe Gobert \| + 53m52s \| \| \| 24. \| Roman Kreuziger \| Orica-Scott \| + 59m58s \| \| \| 25. \| Sylvain Chavanel \| Direct Énergie \| + 1h04m22s \| \| |                         |                     |            |
| |                         |                     |            |
| Fontes: ProCyclingStats Cycling Quotient |                         |                     |            |
| Classificação geral |                         |                     |            |
| Ciclista | Ciclista                | Equipe              | Tempo      |
| 1. | Chris Froome            | Team Sky            | 86h20m55s  |
| 2. | Rigoberto Urán          | Cannondale-Drapac   | + 54s      |
| 3. | Romain Bardet           | AG2R La Mondiale    | + 2m20s    |
| 4. | Mikel Landa             | Team Sky            | + 2m21s    |
| 5. | Fabio Aru               | Astana              | + 3m05s    |
| 6. | Daniel Martin           | Quick-Step Floors   | + 4m42s    |
| 7. | Simon Yates             | Orica-Scott         | + 6m14s    |
| 8. | Louis Meintjes          | UAE Team Emirates   | + 8m20s    |
| 9. | Alberto Contador        | Trek-Segafredo      | + 8m49s    |
| 10. | Warren Barguil          | Team Sunweb         | + 9m25s    |
| 11. | Damiano Caruso          | BMC Racing Team     | + 14m48s   |
| 12. | Nairo Quintana          | Movistar Team       | + 15m28s   |
| 13. | Alexis Vuillermoz       | AG2R La Mondiale    | + 24m38s   |
| 14. | Mikel Nieve             | Team Sky            | + 25m28s   |
| 15. | Emanuel Buchmann        | Bora-Hansgrohe      | + 33m21s   |
| 16. | Brice Feillu            | Fortuneo-Oscaro     | + 36m46s   |
| 17. | Bauke Mollema           | Trek-Segafredo      | + 37m43s   |
| 18. | Carlos Alberto Betancur | Movistar Team       | + 37m47s   |
| 19. | Serge Pauwels           | Dimension Data      | + 39m36s   |
| 20. | Tiesj Benoot            | Lotto-Soudal        | + 42m04s   |
| 21. | Tony Gallopin           | Lotto-Soudal        | + 42m39s   |
| 22. | Jan Bakelants           | AG2R La Mondiale    | + 50m04s   |
| 23. | Guillaume Martin        | Wanty-Groupe Gobert | + 53m52s   |
| 24. | Roman Kreuziger         | Orica-Scott         | + 59m58s   |
| 25. | Sylvain Chavanel        | Direct Énergie      | + 1h04m22s |

### Classificação dos pontos
| Classificação por pontos | Classificação por pontos | Classificação por pontos | Classificação por pontos | Classificação por pontos |
| Ciclista                 | Ciclista                 | Equipe                   | Pontos                   |                          |
| ------------------------ | ------------------------ | ------------------------ | ------------------------ | ------------------------ |
| 1.                       | Michael Matthews         | Team Sunweb              | 370 pts                  |                          |
| 2.                       | André Greipel            | Lotto-Soudal             | 234 pts                  |                          |
| 3.                       | Edvald Boasson Hagen     | Dimension Data           | 220 pts                  |                          |
| 4.                       | Alexander Kristoff       | Katusha-Alpecin          | 174 pts                  |                          |
| 5.                       | Sonny Colbrelli          | Bahrain-Merida           | 168 pts                  |                          |
| 6.                       | Thomas De Gendt          | Lotto-Soudal             | 149 pts                  |                          |
| 7.                       | Dylan Groenewegen        | LottoNL-Jumbo            | 144 pts                  |                          |
| 8.                       | Chris Froome             | Team Sky                 | 133 pts                  |                          |
| 9.                       | Rigoberto Urán           | Cannondale-Drapac        | 106 pts                  |                          |
| 10.                      | Daniel Martin            | Quick-Step Floors        | 106 pts                  |                          |

### Classificação da montanha
| Classificação da montanha | Classificação da montanha | Classificação da montanha | Classificação da montanha | Classificação da montanha |
| Ciclista                  | Ciclista                  | Equipe                    | Pontos                    |                           |
| ------------------------- | ------------------------- | ------------------------- | ------------------------- | ------------------------- |
| 1.                        | Warren Barguil            | Team Sunweb               | 169 pts                   |                           |
| 2.                        | Primož Roglič             | LottoNL-Jumbo             | 80 pts                    |                           |
| 3.                        | Thomas De Gendt           | Lotto-Soudal              | 64 pts                    |                           |
| 4.                        | Darwin Atapuma            | UAE Team Emirates         | 55 pts                    |                           |
| 5.                        | Chris Froome              | Team Sky                  | 51 pts                    |                           |
| 6.                        | Romain Bardet             | AG2R La Mondiale          | 47 pts                    |                           |
| 7.                        | Mikel Landa               | Team Sky                  | 45 pts                    |                           |
| 8.                        | Bauke Mollema             | Trek-Segafredo            | 37 pts                    |                           |
| 9.                        | Alberto Contador          | Trek-Segafredo            | 36 pts                    |                           |
| 10.                       | Serge Pauwels             | Dimension Data            | 32 pts                    |                           |

### Classificação dos jovens
| Classificação dos jovens | Classificação dos jovens | Classificação dos jovens | Classificação dos jovens | Classificação dos jovens |
| Ciclista                 | Ciclista                 | Equipe                   | Tempo                    |                          |
| ------------------------ | ------------------------ | ------------------------ | ------------------------ | ------------------------ |
| 1.                       | Simon Yates              | Orica-Scott              | 86h27m09s                |                          |
| 2.                       | Louis Meintjes           | UAE Team Emirates        | + 2m06s                  |                          |
| 3.                       | Emanuel Buchmann         | Bora-Hansgrohe           | + 27m07s                 |                          |
| 4.                       | Tiesj Benoot             | Lotto-Soudal             | + 35m50s                 |                          |
| 5.                       | Guillaume Martin         | Wanty-Groupe Gobert      | + 47m38s                 |                          |
| 6.                       | Pierre Latour            | AG2R La Mondiale         | + 1h06m29s               |                          |
| 7.                       | Lilian Calmejane         | Direct Énergie           | + 1h29m02s               |                          |
| 8.                       | Michael Valgren          | Astana                   | + 2h19m22s               |                          |
| 9.                       | Alexey Lutsenko          | Astana                   | + 2h31m25s               |                          |
| 10.                      | Dylan van Baarle         | Cannondale-Drapac        | + 2h40m57s               |                          |

### Classificação por equipes
| Classificação por equipes | Classificação por equipes | Classificação por equipes | Classificação por equipes |
| Equipe                    | Equipe                    | Tempo                     |                           |
| ------------------------- | ------------------------- | ------------------------- | ------------------------- |
| 1.                        | Sky                       | 259h21m06s                |                           |
| 2.                        | AG2R La Mondiale          | + 7m14s                   |                           |
| 3.                        | Trek-Segafredo            | + 1h44m46s                |                           |
| 4.                        | BMC Racing Team           | + 1h49m49s                |                           |
| 5.                        | Orica-Scott               | + 1h52m21s                |                           |
| 6.                        | Movistar Team             | + 1h55m52s                |                           |
| 7.                        | Cannondale-Drapac         | + 2h15m25s                |                           |
| 8.                        | Fortuneo-Oscaro           | + 2h18m18s                |                           |
| 9.                        | Lotto-Soudal              | + 2h28m18s                |                           |
| 10.                       | Astana                    | + 2h28m39s                |                           |

## Evolução das classificações
| Etapa (Vencedor)                | Classificação geral Maillot jaune | Classificação por pontos Maillot vert | Classificação da montanha Maillot à pois rouges | Classificação dos jovens Maillot blanc | Classificação por equipas Classement par équipe | Prêmio da combatividade Prix de combativité |
| ------------------------------- | --------------------------------- | ------------------------------------- | ----------------------------------------------- | -------------------------------------- | ----------------------------------------------- | ------------------------------------------- |
| 1.ª etapa Geraint Thomas        | Geraint Thomas                    | Geraint Thomas                        | Não se entregou                                 | Stefan Küng                            | Sky                                             | Não se entregou                             |
| 2.ª etapa Marcel Kittel         | Geraint Thomas                    | Marcel Kittel                         | Taylor Phinney                                  | Stefan Küng                            | Sky                                             | Yoann Offredo                               |
| 3.ª etapa Peter Sagan           | Geraint Thomas                    | Marcel Kittel                         | Nathan Brown                                    | Pierre Latour                          | Sky                                             | Lilian Calmejane                            |
| 4.ª etapa Arnaud Démare         | Geraint Thomas                    | Arnaud Démare                         | Nathan Brown                                    | Pierre Latour                          | Sky                                             | Guillaume Vão Keirsbulck                    |
| 5.ª etapa Fabio Aru             | Chris Froome                      | Arnaud Démare                         | Fabio Aru                                       | Simon Yates                            | Sky                                             | Philippe Gilbert                            |
| 6.ª etapa Marcel Kittel         | Chris Froome                      | Arnaud Démare                         | Fabio Aru                                       | Simon Yates                            | Sky                                             | Vegard Laengen                              |
| 7.ª etapa Marcel Kittel         | Chris Froome                      | Marcel Kittel                         | Fabio Aru                                       | Simon Yates                            | Sky                                             | Dylan Vão Baarle                            |
| 8.ª etapa Lilian Calmejane      | Chris Froome                      | Marcel Kittel                         | Lilian Calmejane                                | Simon Yates                            | Sky                                             | Lilian Calmejane                            |
| 9.ª etapa Rigoberto Urán        | Chris Froome                      | Marcel Kittel                         | Warren Barguil                                  | Simon Yates                            | Sky                                             | Warren Barguil                              |
| 10.ª etapa Marcel Kittel        | Chris Froome                      | Marcel Kittel                         | Warren Barguil                                  | Simon Yates                            | Sky                                             | Elie Gesbert                                |
| 11.ª etapa Marcel Kittel        | Chris Froome                      | Marcel Kittel                         | Warren Barguil                                  | Simon Yates                            | Sky                                             | Maciej Bodnar                               |
| 12.ª etapa Romain Bardet        | Fabio Aru                         | Marcel Kittel                         | Warren Barguil                                  | Simon Yates                            | Sky                                             | Stephen Cummings                            |
| 13.ª etapa Warren Barguil       | Fabio Aru                         | Marcel Kittel                         | Warren Barguil                                  | Simon Yates                            | Sky                                             | Alberto Contador                            |
| 14.ª etapa Michael Matthews     | Chris Froome                      | Marcel Kittel                         | Warren Barguil                                  | Simon Yates                            | Sky                                             | Thomas de Gendt                             |
| 15.ª etapa Bauke Mollema        | Chris Froome                      | Marcel Kittel                         | Warren Barguil                                  | Simon Yates                            | Sky                                             | Bauke Mollema                               |
| 16.ª etapa Michael Matthews     | Chris Froome                      | Marcel Kittel                         | Warren Barguil                                  | Simon Yates                            | Sky                                             | Sylvain Chavanel                            |
| 17.ª etapa Primož Roglič        | Chris Froome                      | Michael Matthews                      | Warren Barguil                                  | Simon Yates                            | Sky                                             | Alberto Contador                            |
| 18.ª etapa Warren Barguil       | Chris Froome                      | Michael Matthews                      | Warren Barguil                                  | Simon Yates                            | Sky                                             | Darwin Atapuma                              |
| 19.ª etapa Edvald Boasson Hagen | Chris Froome                      | Michael Matthews                      | Warren Barguil                                  | Simon Yates                            | Sky                                             | Jens Keukeleire                             |
| 20.ª etapa Maciej Bodnar        | Chris Froome                      | Michael Matthews                      | Warren Barguil                                  | Simon Yates                            | Sky                                             | Não se entregou                             |
| 21.ª etapa Dylan Groenewegen    | Chris Froome                      | Michael Matthews                      | Warren Barguil                                  | Simon Yates                            | Sky                                             | Não se entregou                             |
| Final                           | Chris Froome                      | Michael Matthews                      | Warren Barguil                                  | Simon Yates                            | Sky                                             | Warren Barguil                              |